# LUX 025
LUX 025 fue un evento de artes marciales mixtas producido por LUX Fight League, que se llevó a cabo el 13 de agosto de 2022 en el Showcenter Complex de Monterrey, Nuevo León, México.

## Antecedentes
El evento marcará la duodécima visita de la promoción a Monterrey y la primera desde LUX 021.
Una pelea de peso gallo entre Kevin García e Irvin Amaya fue anunciada como la estelar del evento.
La pelea coestelar contó con un combate de peso mosca entre Luis Iván Rodríguez y Victor Navarro.